# 石灰拟平藓
石灰拟平藓（学名：Neckeropsis calcicola）为平藓科拟平藓属下的一个种。